# Porsche 924 Swiss Special
De Porsche 924 Swiss Special (productiecode M426) is een gelimiteerde uitgave van de Porsche 924. In 1978 heeft de AMAG (de Zwitserse ANWB) de opdracht gegeven aan Porsche om 100 stuks te produceren. 
De Swiss Special onderscheidt zich van de reguliere 924 op een aantal vlakken:
LakIn het geboortejaar van de Swiss Special was het nog niet gebruikelijk bij Porsche om de auto te galvaniseren, zeker niet bij het 'budgetmodel' wat de 924 was. Echter was de Swiss Special wel gegalvaniseerd! Daarnaast kreeg de auto een nieuwe kleur lak: siërra metallic. Deze goudachtige kleur, die ook wel de naam 'helles-gold' bekend staat, lijkt op de platina-diamant van de 911.
InterieurTyperend in het interieur is de beige/bruin gestreepte stoelen. Daarnaast had deze 'sondermodelle' de Blaupunkt Heidelberg CR radiosysteem, die terug te vinden is in de 911 SC. Iets wat later terugkwam maar bij dit model nieuw was, was het bruine tapijt en bruine dashboard.
NaambordjeOm de exclusiviteit en persoonlijkheid van de auto te maken werd de auto geleverd met een gratis naambordje van de eigenaar. Deze werd boven op de console bevestigd.
ExterieurDe velgen waren en zijn nog steeds exclusief. Anders dan de reguliere velgen (die grijs waren) zijn deze velgen zwart met gepolijste buitenrand. De ‘tarantula’ 6j 14 inch aluminium velgen gaven de auto een rustigere en luxere uitstraling. De ruiten zijn lichtgroen getint. Zoals meerdere 924's had de Swiss Special chromen randjes rond de ramen.

## Productie- en optiecodes
De productiecode van de Swiss Special was M426. Dit is dezelfde als o.a. de Martini, USA limited edition, LeMans en Italy edition. 
Optiecodes die bij de Swiss Special standaard waren zijn:
- color Z3 = sierra metallic
- interior M2 = leatherette brown/pinstripevelours kork
- dealer SZ = Amag
- invoice March'78
- options 422 = Radio Porsche CR Stereo
- 450 = alloy wheels 6x14
- 565 = leather steering wheel and shift boot
- 568 = colored windows